# Myllykosken Pallo -47
Myllykosken Pallo-47 (ofta bara MyPa) är en fotbollsklubb från Anjalankoski i Finland. De vann finländska mästerskapet i fotboll för herrar 2005, och finländska cupen i fotboll för herrar 1995 och 2004.

## Spelartrupp 2014
Spelartruppen aktuell per den 18 april 2014.
| Nr | Land      | Pos | Namn              |
| -- | --------- | --- | ----------------- |
| 1  | Finland   | MV  | Ville Iiskola     |
| 2  | Finland   | F   | Atte Hoivala      |
| 3  | Finland   | F   | Tommi Vesala      |
| 4  | Brasilien | MF  | William de Mattia |
| 5  | Finland   | F   | Toni Lindberg     |
| 6  | Finland   | MF  | Denis Abdulahi    |
| 7  | Finland   | A   | Ville Salmikivi   |
| 8  | Finland   | F   | Juha Pirinen      |
| 9  | Finland   | A   | Pekka Sihvola     |
| 10 | Gambia    | MF  | Dawda Bah         |
| 11 | Finland   | A   | Pyry Soiri        |
| 12 | Finland   | MV  | Jere Pyhäranta    |

| Nr | Land        | Pos | Namn                   |
| -- | ----------- | --- | ---------------------- |
| 14 | Brasilien   | MF  | Kassiano Soares        |
| 15 | Finland     | A   | Aleksi Ristola         |
| 16 | Finland     | F   | Antti Koskinen         |
| 17 | Brasilien   | MF  | Leandro Motta          |
| 18 | Finland     | F   | Tuomas Aho (lagkapten) |
| 19 | Finland     | F   | Nosh A Lody            |
| 20 | Finland     | MF  | Valeri Minkenen        |
| 21 | Finland     | MV  | Niko Huusko            |
| 22 | Brasilien   | A   | Stefano Pinho          |
| 23 | Puerto Rico | MF  | Alex Oikkonen          |
| 30 | Finland     | A   | Sasha Anttilainen      |